# کوسه باله سیاه آب‌سنگی
کوسه باله سیاه آب‌سنگی (نام علمی: Carcharhinus melanopterus) نام یک گونه از تیره کوسه‌ماهیان درنده است که در مناطق گرمسیری اقیانوس آرام و اقیانوس هند زندگی میکند.